# 205-та окрема мотострілецька бригада (РФ)
205-та окрема мотострілецька козача бригада (205 ОМСБр, в/ч 74814) — мотострілецьке з'єднання Сухопутних військ РФ, що входить до складу 49-ї загальновійськової армії Південного військового округу. Пункт постійної дислокації — місто Будьонновськ Ставропольського краю.
Сформована в 1995 році на базі 167-ї мотострілецької бригади та 723-го мотострілецького полку під час Першої чеченської війни.

## Історія

### Перша російсько-чеченська війна
Бригада була повністю сформована 2 травня 1995 року, першим пунктом дислокації стало місто Грозний.
З травня 1995 року по 23 листопада 1996 року бригада виконувала бойові операції на території Чеченської Республіки. 31 грудня 1996 року бригада була повністю виведена з зони конфлікту.
З 20 січня 1997 року бригада базується в місті Будьонновськ.

### Війна у Дагестані
В 1999 році бригада займалась відбиттям вторгнення чеченських загонів в Дагестан. Бої велись в селах Ботліх і Карамахі. Надалі бойові дії відбувались на території Чечні. Військовослужбовцями з'єднання були окуповані населені пункти: село Знаменське, місто Грозний, селище Шаамі-Юрт.

### Російсько-українська війна

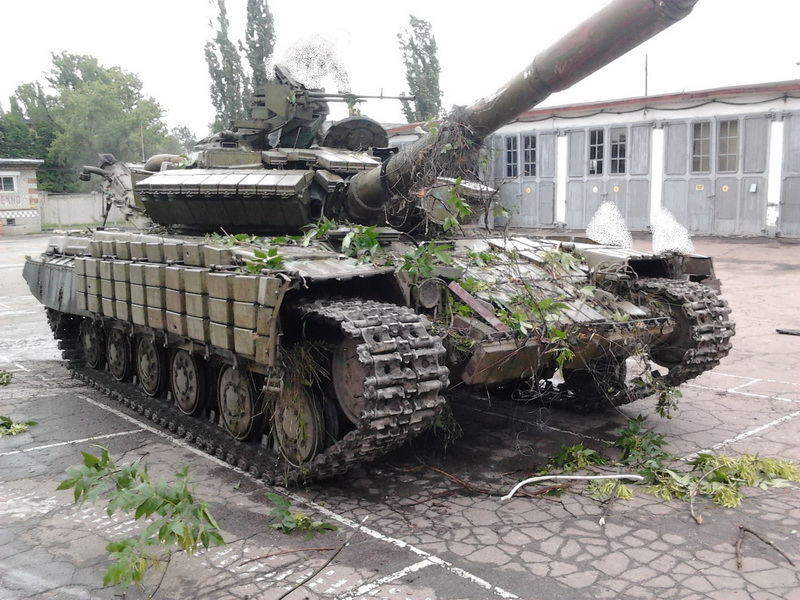
Захоплений 27 червня 2014 року після відбиття атаки на склади зброї в Артемівську танк, що був на обліку у 205 ОМСБр.

27 червня 2014 року українські війська після відбиття атаки на склади зброї в Артемівську захопили танк Т-64БВ проросійських сил. За даними Міноборони України, акумуляторна батарея, що була встановлена в танку, була виготовлена в Санкт-Петербурзі, а сам танк був на обліку у 205-й окремій мотострілецькій бригаді. Танк мав номер заводський номер Ц10ЕТ12068, номер корпусу Ц10ЕТ6062.
У 2015 році, за даними розслідування блогера, 8 військовослужбовців з'єднання залишали в соцмережах свідчення того, що вони знаходилися на території Донбасу, зокрема в місті Горлівка. Більшість викладених ними фото з території України припадають на березень 2015 року.
У 2022 році бригада взяла участь у повномасштабному вторгненні РФ в Україну.
За інформацією українських ЗМІ та українського партизанського руху «Атеш», військовослужбовці 1-го батальйону 205-ї окремої мотострілецької бригади ЗС РФ здійснили підрив Каховської ГЕС уночі 6 червня 2023 року, що спричинило витік води із Каховського водосховища та затоплення навколишніх населених пунктів.

## Втрати
Із відкритих джерел відомо про щонайменш двох вбитих бійцях бригади в Сирії, 7 — на Північному Кавказі, і 15 — під час вторгнення в Україну:

## Оснащення
Бригада має на озброєнні Т-72Б3, 2С19 «Мста-С», 2С12 «Сані», БМ-21 «Град», 2С6 «Тунгуска», Стріла-10, Тор, Р-145БМ, 1Л219 «Зоопарк».[джерело?]